# Fălciu (gmina)
Fălciu – gmina w Rumunii, w okręgu Vaslui. Obejmuje miejscowości Bogdănești, Bozia, Copăceana, Fălciu, Odaia Bogdana i Rânzești. W 2011 roku liczyła 5103 mieszkańców.